# Zeuxis de Tàrent
Zeuxis (en llatí Zeuxis, en grec Ζεῦξις) fou un metge grec nadiu de Tàrent.
Va ser un dels principals comentaristes d'Hipòcrates i un dels més antics membres de l'Escola empírica, una de les escoles o sectes de la ciència mèdica antiga. Va viure després d'Heròfil de Calcedònia, Cal·límac, Baqui i Glàucies és a dir a la meitat del segle III aC. Els seus comentaris no eren molt apreciats en temps de Galè i ja s'havien perdut en part.